# Sun City, Kansas
Sun City là một thành phố thuộc quận Barber, tiểu bang Kansas, Hoa Kỳ. Năm 2010, dân số của xã này là 53 người.

## Dân số
Dân số các năm:
- Năm 2000: 81 người
- Năm 2010: 53 người